# Hohenruppersdorf
Hohenruppersdorf è un comune austriaco di 903 abitanti nel distretto di Gänserndorf, in Bassa Austria; ha lo status di comune mercato (Marktgemeinde).